# Wanna Be Startin' Somethin'
«Wanna Be Startin’ Somethin’» (en español: Quieres empezar algo) es una canción del artista estadounidense Michael Jackson, incluida en su sexto álbum de estudio en solitario, Thriller (1982). Es la primera pista del álbum y fue lanzada como su cuarto sencillo el 8 de mayo de 1983 por Epic Records. La canción fue escrita, compuesta y coproducida por Jackson, y fue producida por Quincy Jones.
Las letras de la canción pertenecen a desconocidos que difunden rumores para iniciar una discusión sin razón. Musicalmente, “Wanna Be Startin’ Somethin’” evoca el sonido discográfico del álbum de estudio anterior de Jackson, Off the Wall, lanzado en 1979. La canción se caracteriza por un arreglo de ritmo complejo y un arreglo de cuerno distintivo. “Wanna Be Startin’ Somethin’” ha sido versionada y muestreada por varios artistas desde su lanzamiento. Aparte de Thriller, la canción aparece en múltiples compilaciones y álbumes de grandes éxitos de Jackson.
“Wanna Be Startin’ Somethin’” fue generalmente bien recibida por los críticos de la música contemporánea. La canción también fue comercialmente exitosa, trazando dentro del top 20 y top 30 en varios países. El sencillo alcanzó el puesto número cinco en el Billboard Hot 100 (convirtiéndose en el quinto sencillo Top 10 consecutivo en los Estados Unidos de Jackson), encabezó los rankings Hot R&B/Hip-Hop Songs y Hot Dance Club Songs y alcanzó el puesto número ocho en el UK Singles Chart. Después de la muerte de Jackson en junio de 2009, la canción volvió a entrar en rankings de música en todo el mundo, debido principalmente a las ventas de descargas digitales. A diferencia de los sencillos previos de Thriller, “Wanna Be Startin’ Somethin’” no tenía un video musical para acompañarlo, pero fue interpretado por Jackson en todas sus giras musicales a nivel mundial sin excepción, tanto como miembro de The Jacksons y como artista en solitario.
En 2008, la canción fue remezclada y grabada con el cantante estadounidense Akon para la edición conmemorativa de los 25 años de Thriller bajo el título de “Wanna Be Startin’ Somethin’ 2008”, siendo lanzada nuevamente como sencillo y alcanzando el puesto número 48 en el Billboard Pop 100 de los Estados Unidos. La canción fue comercialmente exitosa, principalmente trazando dentro de los top 10 en seis países, así como los top 20 en varios territorios en todo el mundo y los top 40 en Canadá. La canción fue más exitosa internacionalmente que en los Estados Unidos, habiendo alcanzado el puesto número 81 en el Billboard Hot 100, que fue la posición más baja de la canción.

## Descripción general
"Wanna Be Startin' Somethin'" fue escrita por Jackson en 1978 y originalmente destinada a la publicación en 1979 de su quinto álbum de estudio, Off the Wall. La canción no se registró, sin embargo, hasta el 1982 para las sesiones de Thriller, el álbum en el que fue publicada. La canción es acerca de los rumores y contiene una referencia a «Billie Jean». Fue pensado para incluirlo dentro de su álbum anterior Off The Wall, en la que se grabó un demo de la misma, hasta que luego fue incluido en Thriller. Se grabó en 1978, pero luego se volvió a grabar en el otoño de 1982 en Los Ángeles, California. La canción fue lanzada por Epic Records como el cuarto sencillo del álbum. "Wanna Be Startin 'Somethin'" fue una de las cuatro canciones en las que Jackson recibió créditos de escritura para su sexto álbum de estudio Thriller en 1982. A diferencia de los sencillos anteriores de Thriller, "Wanna Be Startin 'Somethin'" no tenía una película o un video musical lanzado para promocionarlo.
Aparte de Thriller, "Wanna Be Startin 'Somethin'" ha aparecido en múltiples compilaciones y álbumes de grandes éxitos de Jackson desde el lanzamiento de la canción. "Wanna Be Startin 'Somethin'" apareció en el primer disco del álbum recopilatorio de dos discos de Jackson HIStory: Past, Present and Future, Book I en 1995, así como en la edición del 25 aniversario de Thriller, titulado Thriller 25, y los grandes éxitos álbum King of Pop; ambos álbumes fueron lanzados en 2008. La canción también está incluida en la colección box set lanzada en 2004, The Ultimate Collection, el álbum de grandes éxitos The Essential Michael Jackson, el álbum recopilatorio This Is It y el box set especial The Collection lanzado días después de la muerte de Jackson. Algunas versiones del sencillo de 1995 Earth Song en CD incluían Brothers in Rhythm Mix y Main Mix de Tommy D como lados B. La canción también se mezcló con el álbum Immortal en 2011. La versión demo de la canción también se lanzó en This Is It (2009).

## Composición
Una canción post-disco y funk, "Wanna Be Startin 'Somethin'" fue vista como un guiño al sonido disco del material de Jackson en su anterior álbum de estudio, Off the Wall, lanzado en 1979. Arreglada por el propio Jackson e interpretada por el percusionista Paulinho da Costa, el ritmo de la canción se consideró como un "entretejido complejo de patrones de caja de ritmos y trabajo", mientras que la sección de trompeta, arreglada por Jerry Hey, fue descrita como "fuerte y precisa". Slant Magazine comentó que la canción era un "tapiz complicado de ganchos en conflicto y referencias pop". La letra de la canción, "Demasiado alto para superar, demasiado bajo para hundir", tiene fuertes similitudes con la salva de apertura de Funkadelic para "One Nation Under a Groove".
La letra pertenece a los medios de comunicación y la prensa, así como a los chismes y a las personas que intentan iniciar discusiones o problemas sin ningún motivo, lo que dice en la letra, "Alguien siempre está tratando de hacer que mi bebé llore", y luego va a una más "cuasi paranoia" cede en el coro "casi amargo", 'Eres un vegetal, eres un vegetal/Eres solo un buffet, eres un vegetal/Te comerán, eres un vegetal'". En "Wanna Be Startin' Somethin'", el rango vocal de Jackson se extiende desde E3 a A5. Tocada en la clave de Mi mayor, la canción es moderadamente brillante con un tempo de 122 beats por minuto. Tiene una secuencia básica de D/E-E-D/E-E como su progresión de acordes. La coda al final de la canción, que proviene directamente de la canción disco "Soul Makossa" de 1972 del saxofonista camerunés Manu Dibango, es "Mama-say mama-sah ma-ma-coo-sah". Makossa es un género de música y danza camerunesa. Dibango demandó a Jackson y, en 1986, llegó a un acuerdo extrajudicial por un millón de francos franceses, así renunciar al futuro derechos sobre esta grabación, pero no el uso futuro del material.

## Recepción de la crítica
Stephen Thomas Erlewine, un escritor de AllMusic, enumeró "Wanna Be Startin 'Somethin'", junto con "Beat It", "Billie Jean" y "Human Nature", como las mejores canciones de Thriller. También describió la canción como el "funk más fresco del álbum". Eric Herderson, un escritor de Slant Magazine, comentó que con "tres disparos rápidos al aro", sintió que "Wanna Be Startin 'Somethin'" era como una "fanfarria de la corte". Robert Christgau, un crítico musical, comentó que "esperaría soportar más" de "Wanna Be Startin 'Something" y "Thriller" de Thriller en la "pista de baile" en lugar de en su "sala de estar". "Wanna Be Startin 'Somethin'" recibió una nominación al premio Grammy; fue nominado a "Mejor canción de R&B" en los premios Grammy de 1984, pero perdió ante "Billie Jean", otro de los sencillos de Jackson en Thriller.
Pitchfork clasificó esta canción en el puesto número 2 en su lista de "Las 200 mejores canciones de la década de 1980", diciendo que "si vas a convertirte en la estrella más grande del mundo, ayuda a hacer la canción más grande".

## Rendimiento en las listas
En 1983, "Wanna Be Startin 'Somethin'" tuvo un buen desempeño en las listas de todo el mundo. La canción entró en las diez primeras posiciones de la lista Billboard Hot 100 el 2 de julio de 1983, en el número nueve, habiendo subido seis lugares desde la semana anterior de la canción. El 16 de julio, "Wanna Be Startin 'Somethin'" se ubicó en el número cinco, que era la posición más alta de la canción en la lista. La posición más alta de la canción hizo que "Wanna Be Startin 'Somethin'", el cuarto sencillo consecutivo de Thriller, se ubicara entre los diez primeros en el Billboard Hot 100. Tuvo más éxito comercial que el sencillo de seguimiento de Thriller "Human Nature" en el Billboard Hot 100, y la canción alcanzó el puesto número siete en la lista. La canción también alcanzó su punto máximo entre los diez primeros, en el número cinco, en el Black Singles Chart.
A nivel internacional, la canción fue un éxito comercial, principalmente en el top 20 y top 30 en las listas musicales. En el Reino Unido, el 11 de junio de 1983, la canción entró en las primeras 40 posiciones de la lista en el número 38. La semana siguiente, la canción subió 24 posiciones al número 14, y el 25 de junio, la canción alcanzó su punto máximo entre los diez primeros en el número ocho. La canción permaneció en las listas durante un total de nueve semanas en 1983. En Nueva Zelanda, el 24 de julio de 1983, "Wanna Be Startin 'Somethin'" entró en las listas en el número 47. La semana siguiente, la canción alcanzó el puesto 35, que era su posición más alta, y se mantuvo en el top 50 de la lista durante tres semanas. "Wanna Be Startin 'Somethin'" entró en las listas holandesas el 9 de julio de 1983, ubicándose entre los cinco primeros en el número cuatro. La semana siguiente, la canción llegó al número tres, que fue su posición máxima, durante tres semanas consecutivas. La canción se ubicó entre los diez primeros durante varias semanas y permaneció entre los 20 primeros durante diez semanas en 1983.
En 2008, después del lanzamiento de Thriller 25, la canción volvió a entrar en las listas musicales de todo el mundo. "Wanna Be Startin 'Somethin'" entró en las listas de música italianas el 21 de febrero de 2008, ubicándose en el número 14; permaneció en la lista durante sólo una semana. La canción entró en las listas de música danesas el 28 de febrero, ubicándose en el top 30 en el número 29. La semana siguiente, alcanzó su punto máximo en el número 22. En Suiza, la canción entró en el top 50 en el número 47 el 24 de febrero de 2008. La semana siguiente, la canción alcanzó su punto máximo en el número 30. Después de un total de seis semanas en la lista, la canción cayó del top 100, y después cuatro semanas volvió a entrar en el gráfico en el número 83, antes de caer de nuevo del gráfico.
Tras la muerte de Jackson en junio de 2009, su música experimentó un aumento en popularidad. "Wanna Be Startin 'Somethin'" volvió a entrar en las listas del Reino Unido el 4 de julio de 2009 y alcanzó el puesto 57 la semana siguiente. El 12 de julio, "Wanna Be Startin 'Somethin'" volvió a entrar en las listas de música de Suiza por segunda vez. La canción se ubicó en el número 37, que era su posición máxima, y permaneció en las listas durante tres semanas, antes de salir de las 100 primeras posiciones.

## Presentaciones en vivo
"Wanna Be Startin 'Somethin'" fue una de las canciones lanzadas como sencillo sin un video que la acompañe. No obstante, ha alcanzado una popularidad que rivaliza con sus composiciones hermanas en el álbum, y se convirtió en la canción elegida por Jackson para abrir conciertos en vivo, aunque no se asocia tan estrictamente con una rutina de baile específica como esas otras, posiblemente ha permitido una mayor flexibilidad en las actuaciones y la puesta en escena.
"Wanna Be Startin 'Somethin'", junto con "Thriller", "Beat It" y "Billie Jean", también se usó en todas las listas de canciones de las giras de Jackson, desde el Victory Tour en 1984, hasta el HIStory Tour en 1997. A diferencia de la mayoría de las otras canciones interpretadas en vivo, "Wanna Be Startin 'Somethin'" nunca ha sido sincronizada durante ninguna de las giras de Jackson. 
La canción fue interpretada por primera vez por Jackson como miembro de The Jacksons y como solista durante las giras mundiales de conciertos. Fue interpretado por Jackson durante la última serie de conciertos mundiales de Jackson, incluida la gira Victory Tour en 1984, para la que fue la canción de apertura de la gira. Similar al Victory Tour, "Wanna Be Startin 'Somethin'" fue la canción de apertura de Bad World Tour en ambos tramos de la gira. La serie de conciertos duró de 1987 a 1989. Se lanzó una versión en el DVD Live de 2012 en Wembley el 16 de julio de 1988.
"Wanna Be Startin 'Somethin'" también se interpretó durante la Dangerous World Tour de Jackson de junio de 1992 a noviembre de 1993. La siguiente, y la que sería la última interpretación de la canción, fue durante la gira mundial de conciertos de Jackson, HIStory World Tour, de 1996. hasta 1997.
Desde marzo de 2009, Jackson se estaba preparando para interpretar "Wanna Be Startin 'Somethin'" durante su serie de conciertos This Is It de 2009 a 2010. Durante los ensayos para los conciertos This Is It, la interpretación de Jackson de "Wanna Be Startin 'Somethin'" contenía un fragmento a cappella de "Speechless", del álbum de estudio de Jackson Invincible (2001). Después de la muerte de Jackson en junio del mismo año, las imágenes de video de Jackson ensayando la canción se utilizaron como canción de apertura en el documental del concierto de 2009, This Is It de Michael Jackson.

## Controversia Manu Dibango
Después de que la cantante de pop de Barbados Rihanna probara la canción en su sencillo de 2007 "Don't Stop the Music", ella y Jackson fueron demandados en febrero de 2009 por el músico camerunés Manu Dibango, quien afirmó que ambas canciones robaron la "mama-say mama-sa mama-coo-sa" gancho de su single de 1972 "Soul Makossa" sin permiso. Según la Agence France-Presse, Jackson admitió que tomó prestada la línea de "Wanna Be Startin 'Somethin'" y llegó a un acuerdo fuera de los tribunales. Cuando Rihanna le pidió permiso a Jackson en 2007 para probar la línea, supuestamente aprobó la solicitud sin contactar a Dibango de antemano. Los abogados de Dibango llevaron el caso ante un tribunal de París, exigiendo 500.000 euros por daños y perjuicios y que Sony BMG, EMI y Warner Music "no reciban ingresos relacionados con 'mama-say mama-sa' hasta que se resuelva el asunto".

## Posicionamiento en listas

### Listas semanales
| Lista (1983)                                   | Posición |
| ---------------------------------------------- | -------- |
| Alemania (Offizielle Deutsche Charts)          | 16       |
| Australia (Kent Music Report)                  | 25       |
| Bélgica (Ultratop 50 Flandes)                  | 3        |
| Canadá (RPM Adult Contemporary)                | 7        |
| Canadá (RPM Top Singles)                       | 1        |
| España (AFYVE)                                 | 14       |
| Estados Unidos (Billboard Hot 100)             | 5        |
| Estados Unidos (Billboard R&B/Hip-Hop)         | 5        |
| Estados Unidos (Cash Box Top 100)              | 6        |
| Estados Unidos (CHR/Pop Airplay Chart)         | 2        |
| Irlanda (IRMA)                                 | 5        |
| Nueva Zelanda (Recorded Music NZ)              | 35       |
| Países Bajos Dutch Top 40)                     | 1        |
| Países Bajos (Single Top 100)                  | 3        |
| Reino Unido UK Singles Chart)                  | 8        |
| Lista (2008)                                   | Posición |
| Dinamarca (Tracklisten)                        | 22       |
| Italia (FIMI)                                  | 14       |
| Suiza (Schweizer Hitparade)                    | 30       |
| Lista (2009)                                   | Posición |
| Canadá (Hot Canadian Digital Singles)          | 52       |
| Estados Unidos (Billboard Digital Songs Sales) | 20       |
| Países Bajos (Top 100 individual)              | 31       |
| Reino Unido (UK Singles Chart)                 | 57       |
| Suiza (Schweizer Hitparade)                    | 37       |

### Listas de fin de año
| Lista (1983)                       | Posición |
| ---------------------------------- | -------- |
| Bélgica (Ultratop 50 Flandes)      | 11       |
| Canadá (RPM Top Singles)           | 38       |
| Estados Unidos (Billboard Hot 100) | 68       |
| Estados Unidos (Cash Box)          | 51       |
| Países Bajos (Dutch Top 40)        | 17       |
| Países Bajos (Single Top 100)      | 23       |

## Certificaciones
| Región                                                                         | Certificación | Unidades/ventas certificadas |
| ------------------------------------------------------------------------------ | ------------- | ---------------------------- |
| Reino Unido (BPI)                                                              | Plata         | 200.000 (doble daga)         |
| Estados Unidos (RIAA)                                                          | Platino       | 1.000.000 (doble daga)       |
| Ventas de doble dagal + cifras de transmisión basadas solo en la certificación |               |                              |

## Créditos
- Michael Jackson: voz principal y coros, caja de ritmos, escritor, compositor
- Producida por Quincy Jones
- Coproducida por Michael Jackson
- Greg Phillinganes: Rhodes, sintetizador
- Michael Boddicker y Bill Wolfer: sintetizadores
- David Williams: guitarra
- Louis Johnson: bajo
- Paulinho da Costa: percusión
- Jerry Hey, Gary Grant: trompetas, fliscornos
- Larry Williams: saxofón, flauta
- Bill Reichenbach: trombón
- Michael Jackson, Nelson Hayes y Steven Ray: bathroom stomp board[56]
- Arreglo vocal de Michael Jackson
- Arreglo rítmico de Michael Jackson y Quincy Jones
- Arreglo de cuerno de Jerry Hey y Michael Jackson
- Voces de fondo: Julia Waters, Maxine Waters, Oren Waters, James Ingram, Michael Jackson, Bunny Hull, Becky Lopez

## Lista de canciones
sencillo 7" (Epic – 49-03915/Estados Unidos)
A "Wanna Be Startin' Something'" (7" edit) – 4:17
B "Wanna Be Startin' Something'" (instrumental) – 6:30
sencillo 7" (Epic – A3427/Reino Unido)
A "Wanna Be Startin' Something'" (álbum versión) – 4:15
B "Rock With You" (live with The Jacksons) – 3:58

## Mixes
1. Álbum versión – 6:03
2. 12" versión – 6:30
3. Instrumental – 6:30
4. 7" edit – 4:17
5. Brothers in Rhythm House Mix – 7:40
6. Tommy D's Main Mix – 7:35
7. "Wanna Be Startin' Something' 2008" (with Akon) - 3:45
8. "Wanna Be Startin' Something' 2008" (with Akon) (Johnny Vicious Radio Mix) - 3:36
9. "Wanna Be Startin' Something' 2008" (with Akon) (Johnny Vicious Club Remix) - 9:03
10. "Wanna Be Startin' Something' 2008" (with Akon) (Johnny Vicious Warehouse Thrilla Dub) - 7:23

## Wanna Be Startin' Somethin' 2008
En los Estados Unidos, «Wanna Be Startin' Somethin' 2008» fue lanzado como el primer sencillo descargable (aunque «The Girl Is Mine 2008» fue la primera versión internacional) de Jackson, del último álbum Thriller 25 del 23 de enero. Se trata de una re-trabajado, versión actualizada con Akon en primera voz con Michael Jackson en coros. Sin embargo, también se desempeñó en su totalidad, al menos, una semana antes en el Bristol y South Wales en la estación Kiss 101 parte Kiss Network, y en la red se ha filtrado en Internet a finales de 2007 (una versión de demostración sin coros incluidos de Jackson parte también existe).
En Estados Unidos, el sencillo estrenó en la Providence (Rhode Island) en la estación WPRO-FM. El sencillo tuvo su liberación física en Alemania el 21 de marzo de 2008 (2-track, CDS de 3 vestigios + 12" Vinilo) y en Francia el 25 de marzo de 2008. En Francia, una edición especial de 2-CD con una imagen de Jackson y Akon en la portada fue lanzado el 7 de abril de 2008.
La precentación del sencillo en el Reino Unido por primera vez fue en la estación de radio GCap Media presentado por Kevin Hughes a través de The One Network en el 24 de enero de 2008. La canción fue oficialmente lanzado en el Reino Unido el 16 de junio de 2008, a pesar de que ya ha entrado en el lista de sencillos una vez en el número 69. La canción fue certificada disco de oro en Australia por ventas de 35 000 copias. La canción tiene un vídeo musical, que presenta los clips de Michael Jackson los mayores videos musicales y clips de Akon cantando sus partes. Este fue el último sencillo de Michael Jackson antes de su muerte el 25 de junio de 2009.

### Posicionamiento en listas
| Lista(2008)                                     | Posición |
| ----------------------------------------------- | -------- |
| Alemania (Offizielle Deutsche Charts)           | 63       |
| Australia (ARIA)                                | 8        |
| Bélgica (Ultratip Flanders)                     | 15       |
| Bélgica (Ultratip Wallonia)                     | 15       |
| Canadá (Hot Canadian Digital Singles)           | 33       |
| Canadá (Canadian Hot 100)                       | 32       |
| Canadá (CHR/Top 40 Billboard)                   | 21       |
| Estados Unidos (Billboard Hot 100).             | 81       |
| Estados Unidos (Billboard Hot Dance Club Play). | 2        |
| Estados Unidos (Billboard Pop 100)              | 48       |
| Francia (SNEP)                                  | 10       |
| Italia (FIMI)                                   | 20       |
| Nueva Zelanda (Recorded Music NZ)               | 4        |
| Reino Unido (UK Singles Chart)                  | 69       |
| Suiza Sverigetopplistan)                        | 3        |
| Lista (2009)                                    | Posición |
| Francia (SNEP)                                  | 52       |
| Lista (2010)                                    | Posición |
| Francia (SNEP)                                  | 68       |

### Listado de pistas
- CD single

1. "Wanna Be Startin' Somethin' 2008" Radio Edit – 3:51
2. "Wanna Be Startin' Somethin' 2008" Johnny Vicious Club – Radio Edit – 3:36
3. "Wanna Be Startin' Somethin' 2008" Johnny Vicious Full Club Remix – 9:03

### Remix créditos
- Escrita y producida por Michael Jackson, Aliaune "Akon" Thiam, Giorgio Tuinfort
- Voz principal de Aliaune "Akon" Thiam y Michael Jackson (en el segundo verso)
- Voces de fondo de Michael Jackson
- Mezclado por Mark "Evil" Goodchild
- Grabado el 25 de noviembre de 2007

## Covers, versiones y usos en la cultura popular
"Wanna Be Startin 'Somethin'" ha sido versionado y muestreado por varios artistas desde su lanzamiento.
- La hermana mayor de Jackson, La Toya Jackson, ha versionado frecuentemente la canción. Lo usó para abrir su set en el Sopot Song Festival de 1993, en MDR en la década de 1990 y en la sexta temporada del programa de televisión del Reino Unido Celebrity Big Brother en 2009.[72]
- Whitney Houston interpretó "Wanna Be Startin 'Somethin'" como la primera selección de su gira Greatest Love World Tour en 1986, que se desarrolló de julio a diciembre. En febrero de 2010, volvió a interpretar la canción, junto con "The Way You Make Me Feel" de Jackson, durante su Nothing but Love World Tour.[73]
- La canción apareció como una de las canciones de la estación de radio Fever 105 del videojuego del año 2002 Grand Theft Auto: Vice City.
- Una semana después de la muerte de Jackson, Madonna usó esa canción como parte de un popurrí de canciones de Jackson como tributo, durante la segunda etapa de su Sticky & Sweet Tour en julio de 2009. Un bailarín se hizo pasar por Jackson, realizando sus movimientos característicos, como girar, caminar por la luna y girando.[74]
- Glee lo usó como la canción de apertura en su episodio "Michael" (2012). Esta versión debutó y alcanzó el puesto 78 en el Billboard Hot 100, el número 46 en la lista Digital Songs y el número 88 en la lista Canadian Hot 100 en la semana del 18 de febrero de 2012. Darren Criss interpretó la canción.[75]
- Ashaye hizo una versión de la canción como parte de su sencillo "Michael Jackson Melody" en 1983.[76]